# 京都肉
京都肉（きょうとにく）は、黒毛和種の和牛が京都府内で最も長く飼養され、日本食肉格付協会の枝肉格付が最高ランク（A5,B5及びA4,B4）である場合に許される呼称である。京都の牛の歴史は古く、1310年に描かれた我が国最古の和牛書「国牛十図」に「丹波牛」として取り上げられている。

## 定義
- （品種）黒毛和種
- 京都府内で最も長く飼養されていること
- 京都市にある中央卸売市場第二市場において食肉加工されること
- 日本食肉格付協会の枝肉格付が最高ランク（A5,B5及びA4,B4）であること（著しく品質が劣るものは含まれない）。